# 赛达什·蒙古什
赛达什·蒙古什（1976年8月6日—）是一位图瓦呼麦歌手，图瓦共和国荣誉艺术家。
赛达什还是一位舞台和电影演员。

## 经历
赛达什在1976年出生于俄罗斯图瓦共和国奧維尤爾區，幼时成长于准-赫姆奇克区的恰丹。他少年时曾学习格斗，并在1993年获得了图瓦共和国的踢拳冠军。他毕业于俄罗斯国立舞台艺术学院。2004年他在图瓦国立大学哲学系获得了俄罗斯语言文学教育专业的硕士学位。
他曾就学于专业学校，并获得了理发师的资格。在学习表演之前，他曾经尝试过就读布里亚特共和国乌兰乌德的佛教扎仓、鄂木斯克的军事学校和图瓦国立大学的生物物理学专业。

## 演艺活动
赛达什代表图瓦参与过俄罗斯国内的多次传统音乐竞赛并获奖。
赛达什也曾在蒙古国数次登台演唱。他是Hamag Mongol里图瓦的代表者。